# Dolorès (album)
Pour les articles homonymes, voir Dolores.
Albums de Jean-Louis Murat
Vénus
(1993) Mustango
(1999)
Dolorès est un album musical de Jean-Louis Murat publié en septembre 1996,.

## Titres
| No  | Titre                     | Durée |
| --- | ------------------------- | ----- |
| 1.  | Fort Alamo                | 4:24  |
| 2.  | Dieu n'a pas trouvé mieux | 3:48  |
| 3.  | Perce-neige               | 3:37  |
| 4.  | Le train bleu             | 3:58  |
| 5.  | Margot                    | 3:15  |
| 6.  | Brûle-moi                 | 3:46  |
| 7.  | Le baiser                 | 4:12  |
| 8.  | Le môme éternel           | 4:32  |
| 9.  | Saint-Amant               | 4:20  |
| 10. | Aimer                     | 5:13  |
| 11. | À quoi tu rêves           | 3:33  |
| 12. | Réversibilité             | 4:20  |